# Getreideernte

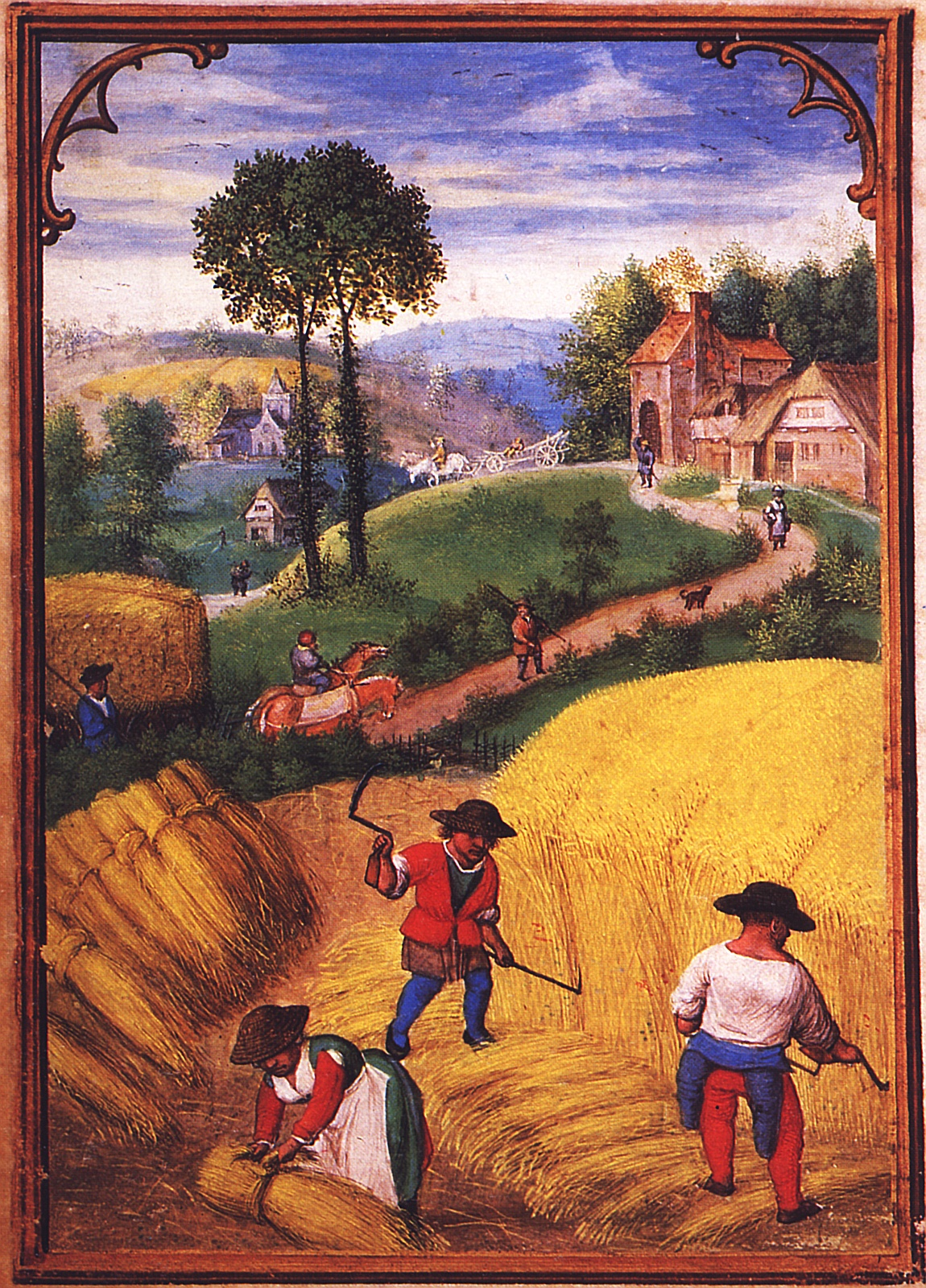
Getreidemahd mit der Sichte und Binden der Garben, Gemälde von Simon Bening, um 1550

Die Getreideernte bezeichnet die Ernte von Körnerfrüchten.
Die gebräuchlichsten Getreidesorten in Mitteleuropa sind Gerste, Roggen, Weizen, Hafer und Mais. Seit etwa 1985 werden auch Triticale, eine Kreuzung aus Weizen und Roggen, angebaut.

## Verfahren

### Früher

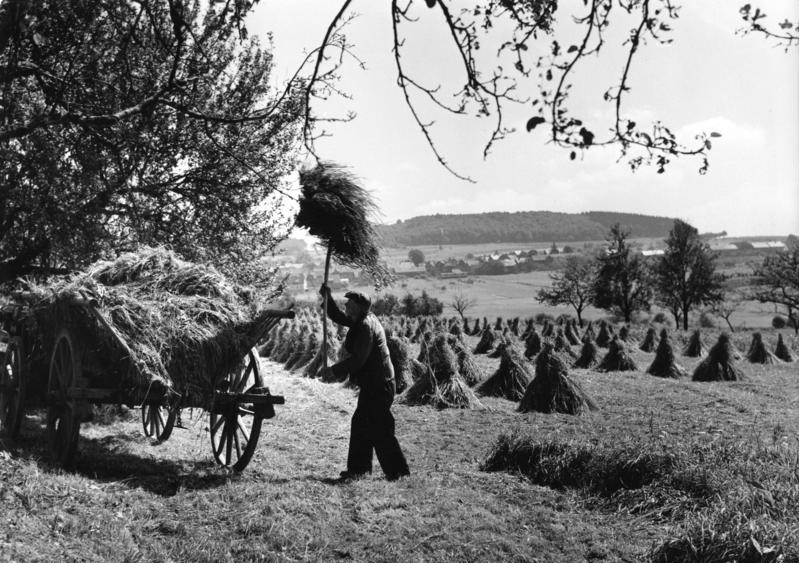
Zu Puppen bzw. Hauste aufgestellte Garben

Jahrtausendelang erfolgte früher die Getreideernte bereits während der Gelbreife des Getreides von Hand mittels Sichel, Sichte oder Sense. Die abgemähten Getreidehalme band man zu Garben zusammen; jeweils mehrere Garben wurden anschließend gegeneinander auf dem Feld als Hocke, Hauste, Puppe oder Stiege zum weiteren Trocknen und Abreifen aufgestellt. Die Mäharbeit wurde in der Regel von Männern erledigt, das Binden der Garben hingegen war Frauenarbeit. Die Garben wurden nachfolgend zur Scheune gebracht und dort nach weiterer Lagerung entweder von Hand oder später durch eine Dreschmaschine ausgedroschen. Teilweise erfolgte der Drusch aber auch direkt auf dem Feld, die Garben setzte man, wenn das Dreschen nicht zeitnah erfolgen konnte, zum Schutz gegen Witterung und Ungeziefer zu Feimen auf. Mit der Entwicklung der Mähmaschine um die Mitte des 19. Jahrhunderts wurde die Handarbeit beim Mähen des Getreides sehr allmählich mechanisiert, die Entwicklung ging dabei hin bis zum gleichzeitig mähenden und Garben bindenden Mähbinder. Abhängig von verschiedenen Faktoren wie Betriebsgröße und geografischer Lage erfolgte jedoch durchaus zeitlich parallel zum Einsatz der Mähbinder weiterhin der Einsatz des einfacher aufgebauten Getreidemähers oder des mittels Handablage modifizierten Grasmähers. Zum Kornverluste und Betriebsstörungen der Maschinen vermeidenden Anmähen der Felder, d. h. dem Mähen eines ersten freien Streifens um das Feld, wurden auch noch Sichel, Sichte oder Sense eingesetzt.
In den 1950er Jahren entwickelte sich der Häckseldrusch bei dem die Garben vorher gehäckselt und erst das Häckselgut der Dreschmaschine zugeführt wurde. Arbeitsaufwand und Kraftbedarf der Dreschmaschine konnten so erheblich vermindert werden.

### Heute

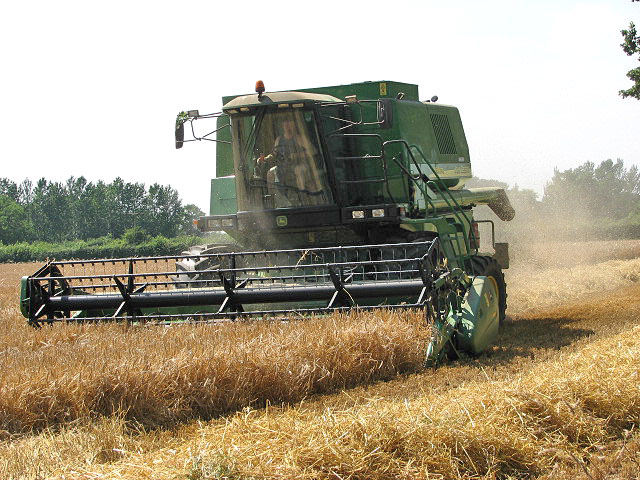
Mähdrescher bei der Gerstenernte

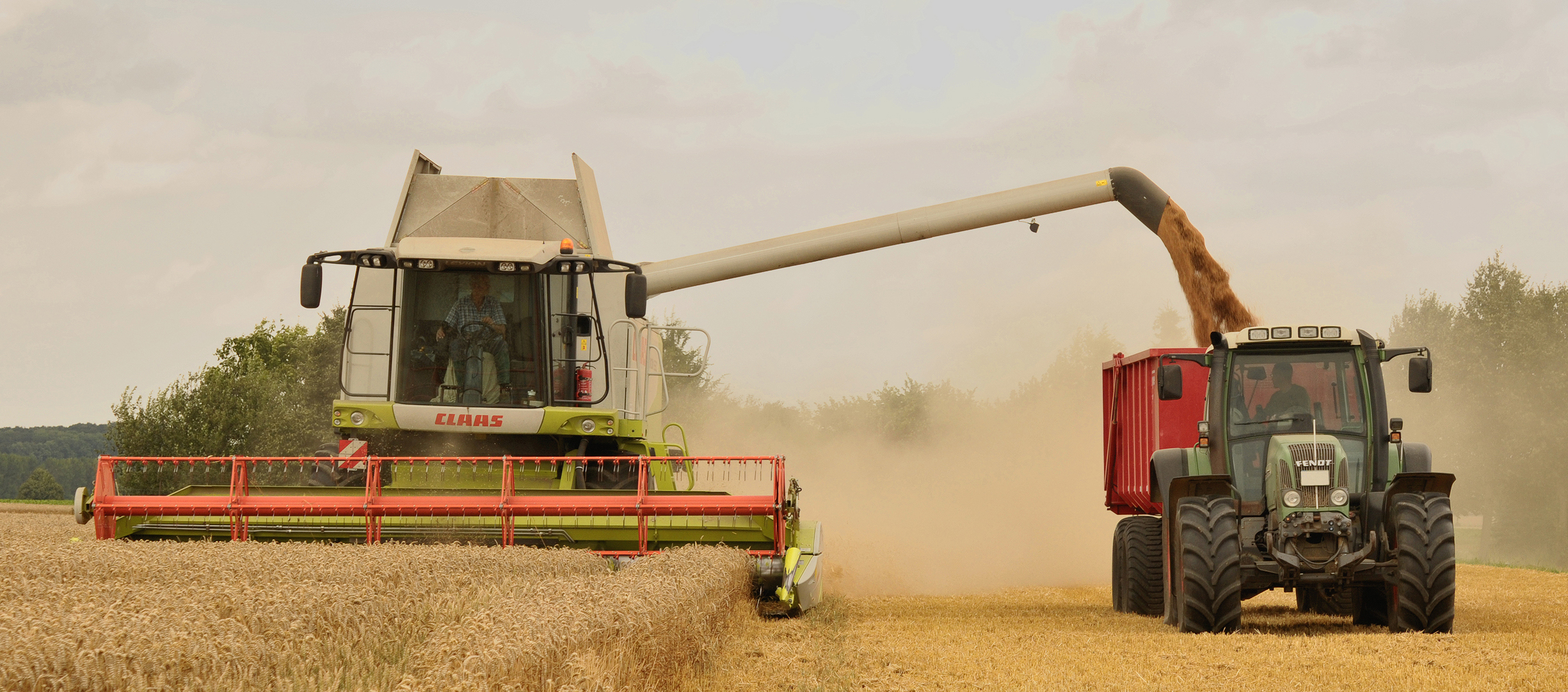
Winterweizenernte mit einem Mähdrescher

Heute hingegen erfolgt die Getreideernte in Mitteleuropa fast ausschließlich mit Hilfe von Mähdreschern. Diese mähen in einem Arbeitsgang das Getreide, dreschen es aus, reinigen das ausgedroschene Korn und legen das Stroh entweder als Schwad auf dem Feld ab oder häckseln und verteilen es gleichmäßig auf dem Feld, um die zügige Verrottung zu fördern. Im Unterschied zu den früheren Verfahren setzt der Mähdrescher totreifes Getreide voraus; das bei der Totreife durch die höhere Gefahr des Verderbens oder Auswuchses des Korns engere zeitliche Fenster zur Ernte wird aber durch die enorme Schlagkraft des Ernteverfahrens vollständig wettgemacht. Die nahezu vollständige Verdrängung der älteren Ernteverfahren durch den Mähdrescher erfolgte in Deutschland etwa in den 1960er Jahren. An der Getreideernte sind nicht nur die Landwirte beteiligt, häufig wird die wichtigste Maschine, der Mähdrescher, samt Fahrer von einem Lohnunternehmer gestellt.
Der Erntebeginn wird vom Landwirt durch Überprüfung mehrerer Faktoren und Erfahrungswerte bestimmt. Dabei spielt das Wetter die größte Rolle. Ein weiterer Faktor ist der Feuchtegehalt des Getreides. Weitere Faktoren umfassen zum Beispiel die Anfälligkeit der Getreidesorte (Qualitätsverlust, Krankheiten) oder Reifegrad anderer Kulturen, die kleinere Erntefenster haben. Einige dieser Faktoren werden bei der Anbauplanung (Sortenwahl, Bestandspflege etc.) bereits einberechnet, auf andere muss bei Eintreten (Druschbedingungen durch Witterung oder Kalamitäten) reagieren.
Beispielsweise muss unter Umständen auch bei ungünstiger Witterung (v. a. zu feucht, unreifes Stroh) geerntet werden, um einen Qualitätsverlust (Reduktion der Fallzahl), Pilzbefall (Grund für Mykotoxine) oder ähnliches zu verhindern. Das Getreide muss je nach Feuchtegrad (ab 15 %) nachträglich getrocknet oder auf andere Art und Weise vor dem Verderb geschützt werden. Soweit das Getreide als Futtermittel verwendet werden soll, kann es unter anderem durch den Einsatz von Konservierungsmitteln (Propionsäure, Harnstoff) oder Sauerstoffentzug in gasdichten Silos oder Silierung (Milchsäuregärung) des vermahlenen und mit Wasserzusatz zu einem Brei vermischten Korns haltbar gemacht werden.
Die Ernte ist seit je her die intensivste Zeit für Landwirte, da sie damals wie heute wetterabhängig verläuft. Zusätzlich verlangt sie Landwirten unabhängig von der Betriebsgröße ein Maximum an logistischem, unternehmerischem und arbeitsorganisatorischem Können ab.
Getreide wird in der EU für sehr unterschiedliche Zwecke angebaut. Der größte Teil wird in der Nutztierhaltung genutzt (ca. 62 %), gefolgt von der Lebensmittelindustrie (ca. 22 %). Kleinere Anteile gehen in die Industrie (ca. 11,5 %) (z. B.: Ethanolproduktion), werden als Saatgut (3,5 %) wiederverwendet oder exportiert (ca. 17 %).

## Erntemengen in Deutschland

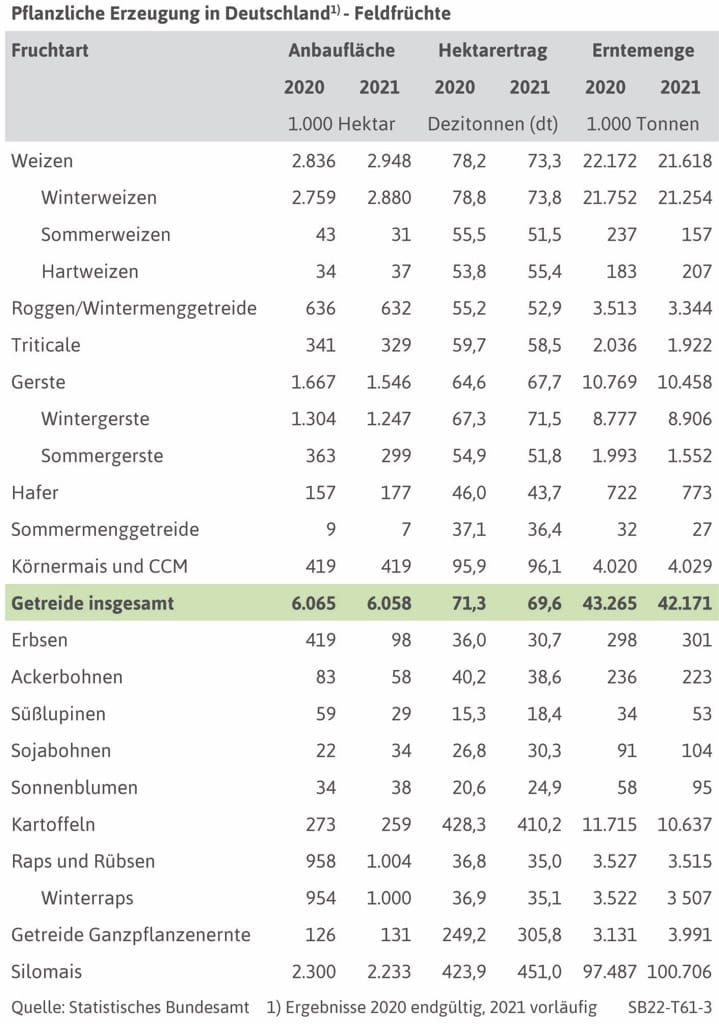
Erntemengen im Jahr 2021, Aufstellung aus dem Situationsbericht 21/22 des Deutschen Bauernverbands (DBV)

(einschl. Körnermais und Corn-Cob-Mix)
- 2000: 45,3 Mio. Tonnen
- 2001: 49,7 Mio. Tonnen
- 2002: 43,4 Mio. Tonnen
- 2003: 39,4 Mio. Tonnen
- 2004: 51,1 Mio. Tonnen
- 2005: 50,0 Mio. Tonnen
- 2006: 43,5 Mio. Tonnen
- 2007: 40,6 Mio. Tonnen
- 2008: 50,1 Mio. Tonnen
- 2009: 49,8 Mio. Tonnen
- 2010: 43,8 Mio. Tonnen
- 2011: 41,1 Mio. Tonnen
- 2012: 45,4 Mio. Tonnen
- 2013: 47,1 Mio. Tonnen
- 2014: 51,8 Mio. Tonnen
- 2015: 48,2 Mio. Tonnen
- 2016: 45,5 Mio. Tonnen[4]
- 2017: 45,3 Mio. Tonnen[5]
- 2018: 38,0 Mio. Tonnen[6]
- 2019: 44,7 Mio. Tonnen[7]
- 2020: 43,3 Mio. Tonnen[3]
- 2021: 42,2 Mio. Tonnen[3]